# Гранитное сельское поселение
Грани́тное се́льское поселе́ние — муниципальное образование в Кизильском районе Челябинской области Российской Федерации.В рамках административно-территориального устройства муниципальное образование  соответствует административно-территориальной единице Гранитный сельсовет.
Административный центр — посёлок Гранитный.

## История
Статус и границы сельского поселения установлены Законом Челябинской области от 17 сентября 2004 года № 276-ЗО «О статусе и границах Кизильского муниципального района и сельских поселений в его составе»

## Население
| 2002  | 2010  | 2011  | 2012  | 2013  | 2014  | 2015  |
| ----- | ----- | ----- | ----- | ----- | ----- | ----- |
| 1940  | ↘1746 | ↘1743 | ↘1687 | ↘1638 | ↘1599 | ↘1584 |
| 2016  | 2017  | 2018  | 2019  | 2020  | 2021  |       |
| ↘1556 | ↘1508 | ↘1453 | ↘1432 | ↘1371 | ↘1349 |       |

## Состав сельского поселения
| № | Населённый пункт | Тип населённого пункта          | Население |
| - | ---------------- | ------------------------------- | --------- |
| 1 | Гранитный        | посёлок, административный центр | ↗797      |
| 2 | Ильинка          | посёлок                         | ↘164      |
| 3 | Комсомольский    | посёлок                         | ↘271      |
| 4 | Мартыновка       | посёлок                         | ↘93       |
| 5 | Октябрьский      | посёлок                         | ↘193      |
| 6 | Первомайка       | посёлок                         | ↘228      |